# Beuchel
Die kleine unbewohnte Insel Beuchel liegt in dem zu Rügen gehörenden Neuendorfer Wiek und ist nur wenige hundert Meter von der Küste Rügens entfernt. Die Ostseeinsel ist etwa 400 Meter lang, 150 Meter breit und hat eine Oberfläche von nur etwa sieben Hektar. Sie hat die Form einer Niere, ist flach und baumlos. Die Insel gehört zur Gemeinde Neuenkirchen.
Bereits seit 1940 ist Beuchel aufgrund der zahlreichen hier brütenden oder rastenden Vögel als Naturschutzgebiet ausgewiesen, so dass sie grundsätzlich nicht betreten werden darf.

## Nachweise
1. ↑  Geodatenviewer des Amtes für Geoinformation, Vermessungs- und Katasterwesen Mecklenburg-Vorpommern (Hinweise)
2. ↑  Schutzkonzept für die Küstenlandschaft Neuendorfer Wiek / Zessin (Pflege- und Entwicklungsplan), abgerufen am 7. Juni 2019